# Gelley Kornél
Gelley Kornél (Budapest, 1932. március 5. – Budapest, 1989. március 19.) Jászai Mari-díjas magyar színművész, érdemes művész.
Fanyar egyéniségű jellemszínészként kategorizálták. Filmen és színházban is epizódszerepeket játszott. Két kivétel, mindkettő címszerep. Vészi Endre: Don Quijote utolsó kalandja; valamint Ladislav Smocek: Dr. Burke különös délutánja. Epizódszerepekben jelentős alakítások fűződnek nevéhez filmben, tévében, szinkronban és a rádióban is.

## Élete
A budapesti Berzsenyi Dániel Gimnáziumban érettségizett, ahol osztálytársa volt Heltai András is.  A Színművészeti Főiskolára azonnal felvették. Első szerződése 1954-ben a kecskeméti Katona József Színházhoz kötötte. A következő szezonban Szolnokra a Szigligeti Színházhoz szerződött. 1961-ben került a Nemzeti Színház társulatába. Itt huszonegy évadot töltött el. 1982-ben alapító tagként csatlakozott a  budapesti Katona József Színházhoz. Korán bekövetkezett haláláig számos kiváló alakítással örvendeztette meg közönségét, Budapest mellett számos külföldi vendégjátékon is.
A Blaha Lujza téri Nemzeti Színház lerombolása előtti utolsó előadáson a Lear királyt adták. Az utolsó mondatokat ő mondta el:

„Nehéz idő sújt: itt engedni kell. S azt mondanunk, mi fáj, nem azt, mi illik. A legkorosabb, legtöbbet szenvedett. Mi ifjabbak, kik nyomdokába lépünk, ily sok csapást, s ily nagy kort meg nem érünk…”

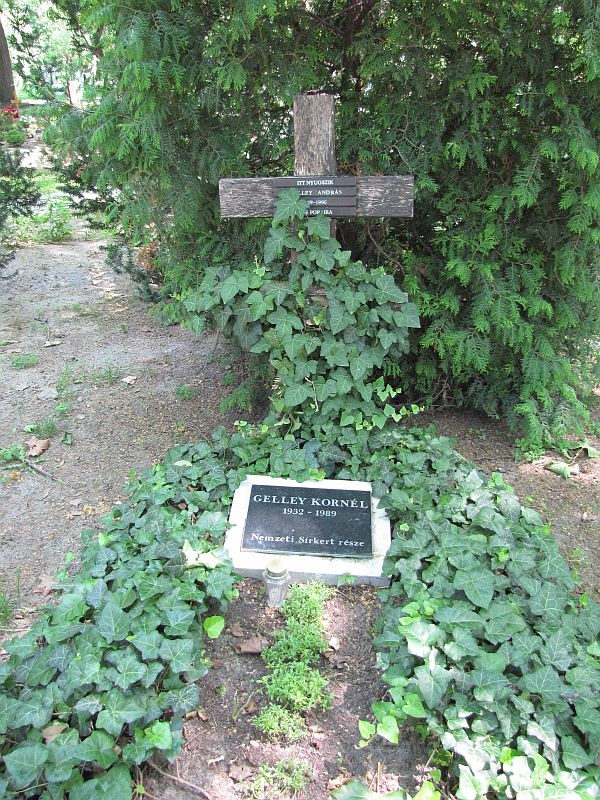
Gelley Kornél sírja Budapesten. Kerepesi temető: 42/1-A-15.

## Színházi szerepeiből
A Színházi adattárban regisztrált bemutatóinak száma: 124.
- Shakespeare
  - Szentivánéji álom (Demetrius)
  - Rómeó és Júlia (Capulet)
  - II. Richárd (York hercege)
  - Troilus és Cressida (Menelaus)
  - IV. Henrik (Bardolph)
  - Lear király (Alban herceg)
- Hugo: A királyasszony lovagja (Don Cézár)
- Arnold Wesker A konyha (Alfredo)
- Weiss: Marat halála (Kokó énekes)
- Gorkij: Kispolgárok (Pjotr)
- Steinbeck: Egerek és emberek (Lennie)
- Szuhovo-Kobilin: Tarelkin halála (Óh)
- Madách Imre: Az ember tragédiája (Péter apostol, Rudolf császár)
- Illyés Gyula: Az idegen (Soltész mérnök)
- Sütő András: A szuzai menyegző (Lysimachos)

### Szerepei a budapesti Katona József Színházban
- Csehov: A manó (Gyagyin)
- Dumas-Várady Szabolcs: Három testőr (Buckingham herceg)
- Ladislav Smocek: Dr. Burke különös délutánja (Dr. Burke)
- Spiró György: Az imposztor (Niedzelski)
- Shakespeare: Coriolanus
- Gogol: A revizor (Tanfelügyelő)
- Canetti: Esküvő (Gall)

## Filmjei
- 1962
  - Bliccelők (kisjátékfilm) – Ellenőr (rendező: Bánki László)
  - Elektra (tévéfilm) (rendező: Zsurzs Éva)
  - Hagymácska (tévéfilm) – Bonbon úr (rendező: Katkics Ilona)
- 1963
  - Meztelen diplomata (rendező: Palásthy György)
  - Nappali sötétség – Rendőrtisztviselő (rendező: Fábri Zoltán)
  - Pacsirta – Német tiszt (rendező: Ranódy László)
  - Tücsök (rendező: Markos Miklós)
- 1964
  - A játékos (tévéfilm) – de Grier márki (rendező: Szönyi G. Sándor)
  - A kőszívű ember fiai (rendező: Várkonyi Zoltán)
  - Ivan Iljics halála (tévéfilm) – Fjodor Petrovics (rendező: Mihályfi Imre)
  - Karambol (rendező: Máriássy Félix)
  - Már nem olyan időket élünk (rendező: Marton Endre)
  - Rab Ráby (tévéfilm) – Vizsgálóbizottság tagja (rendező: Hintsch György)
- 1965
  - A távirat (tévéfilm) – Paska Pavlov (rendező: Makk Károly)
  - A tizedes meg a többiek – Katona (rendező: Keleti Márton)
  - A vörös vendégfogadó (tévéfilm) (rendező: Szönyi G. Sándor)
- 1966
  - A száguldó riporter elindul… – Német rendőr (rendező: Gaál Albert)
  - Édes és keserű (rendező: Szemes Mihály)
  - Közbejött apróság (tévéfilm) (rendező: Bednai Nándor)
  - Változó felhőzet (rendező: Keleti Márton)
- 1967
  - A százegyedik szenátor 1-2. (tévéfilm) (rendező: Keleti Márton)
  - A nagy kombinátor (tévéfilm) (rendező: Bozó László)
  - Egy szerelem három éjszakája (rendező: Révész György)
  - Mondd a neved (tévéfilm) (rendező: Zsurzs Éva)
- 1968
  - A holtak visszajárnak – Pap IV. (rendező: Wiedermann Károly)
  - Az aranykesztyű lovagjai 1-5. (tévésorozat) – Joe Claridan, Az NBC TV Riportere (rendező: Keleti Márton)
  - Bors I. (tévésorozat) – Fehér adjutáns (rendezők: Herskó János, Simó Sándor, Palásthy György, Sándor Pál, Fazekas Lajos)
  - Bözsi és a többiek 1-3. (tévésorozat) – Osztályfönök (rendezők: Keleti Márton)
  - Sárga rózsa (tévéfilm) – Festő (rendező: Zsurzs Éva)
- 1969
  - Az ember tragédiája (tévéfilm) (rendező: Szinetár Miklós)
  - VII. Olivér (tévéfilm) – Titkár (rendező: Rényi Tamás)
  - Virágvasárnap (rendező: Gyöngyössy Imre)
- 1970
  - Nyomozók társasága (tévésorozat) – Smithy
  - Szerelmi álmok – Liszt 1-2. – Pap (rendező: Keleti Márton)
  - Tizennégy vértanú (tévéfilm) (rendező: Hajdufy Miklós)
- 1971
  - A fekete város (tévésorozat) – Pap (rendező: Zsurzs Éva)
  - A halhatatlan légiós, akit csak péhovárdnak hívtak – Rendőrfelügyelő / Oblath Jeremiás orvos (rendező: Somló Tamás)
  - Csárdáskirálynő – Lajos (rendező: Szinetár Miklós)
  - Egy óra múlva itt vagyok (tévésorozat) – Börtönigazgató (rendező: Wiedermann Károly)
  - Rózsa Sándor (tévésorozat) – Pruksa doktor (rendező: Szinetár Miklós)
- 1972
  - Rászedettek (tévéfilm) (rendező: Horváth Z. Gergely)
  - Volt egyszer egy család – Állomásfőnök (rendező: Révész György)
- 1973
  - A palacsintás király 1-2. (tévéfilm) – Lapocka Benő udvari tányérnyaló (rendező: Katkics Ilona, Fésűs Éva)
  - Hasonmás (tévéfilm) (rendező: Nemere László)
  - Kakuk Marci – Kártyajátékos I. (rendező: Révész György)
  - Sólyom a sasfészekben 1-4. (tévésorozat) – Kelecsényi Tibor (rendező: Szönyi G. Sándor)
  - Zrínyi 1-3. (tévésorozat) – Udvarmester (rendező: Zsurzs Éva)
- 1974
  - Ki vágta fejbe Hudák elvtársat? (tévéfilm) – Őrmester (rendező: Mamcserov Frigyes)
  - III. Béla – Mikó (tévéfilm) (rendező: Hajdufy Miklós)
  - Portugál királylány (tévéfilm) (rendező: Esztergályos Károly)
  - Vállald önmagadat – Pszichiáter (rendező: Mamcserov Frigyes)
- 1975
  - Az Elnökasszony 1-2. (tévéfilm) (rendező: Szinetár Miklós)[Mj. 2]
  - Déryné, hol van? – Magyar úr, dilettáns színész (rendező: Maár Gyula)
  - II. Richárd (tévéfilm) – Carlisle püspök (rendező: Edelényi János)[Mj. 3]
  - Római karnevál (tévéfilm) – A direktor (rendező: Szönyi G. Sándor)
  - Svédcsavar (tévéfilm) – Janda étkezde tulajdonos (rendező: Mamcserov Frigyes)
  - Vacsora a hadiszálláson (tévéfilm) – Reischach (rendező: Hajdufy Miklós)
- 1976
  - A vád tanúi (tévéfilm) (rendező: Horváth Ádám)
  - Lincoln Ábrahám álmai (tévéfilm) (rendező: Szász Péter)
  - Luther Márton és Münzer Tamás (tévéfilm) (rendező: Mihályfi Imre)
  - Sakk, Kempelen úr! (tévéfilm) (rendező: Hajdufy Miklós)
  - Zenés TV Színház: Az asszony és az igazság (tévéfilm) – Jegyző (Külkey László (ének)) (rendező: Bednai Nándor)
- 1977
  - A lőcsei fehér asszony (tévéfilm) (rendező: Maár Gyula)
  - Földünk és vidéke (tévéfilm) (rendező: Dobai Vilmos)
  - Második otthonunk (3. rész: Az áruház) (rendező: Palásthy György)
  - Őszi versenyek (tévéfilm) (rendező: Zsurzs Éva)
- 1979
  - Csak egy csap (tévéfilm) – Ellenőr (rendező: Hintsch György)
  - Ezer év (tévéfilm) – Dr. Andor Demeter (rendező: Zsurzs Éva)
  - Fegyverletétel (tévéfilm) – Vezérkari fõnök (rendező: Hajdufy Miklós)
  - Háromszoros halál (tévéfilm) (rendező: Gábor Pál)
- 1980
  - Ítélet előtt (6. rész: Farkasok) – Ügyész (rendező: Bohák György)
  - Karcsi kalandjai (tévéfilm) – Báró (rendező: Mamcserov Frigyes)
  - Századunk (Végjáték a Duna mentén 3. – Totális bevetés) – Kaltenbrunner (rendező: Bokor Péter)
- 1981
  - Brutus (tévéfilm) – Julius Caesar (rendező: Iglódi István)
  - Tündér Lala (tévéfilm) – Áterpáter (rendező: Katkics Ilona)
- 1982
  - Liszt Ferenc (tévésorozat) (rendező: Szinetár Miklós)
- 1983
  - Akár tetszik, akár nem… (tévéfilm) (rendező: Felvidéki Judit)
  - Háry János (rajzfilm) – Ferenc császár (hang) (rendező: Richly Zsolt)
  - Holt lelkek (tévéfilm) – Törvényszéki elnök (rendező: Havas Péter)[Mj. 4]
  - Linda I. (tévésorozat) – Gerzson, Fenyéri Lujza titkára, (komornyik) (rendező: Gát György)
  - Szálka hal nélkül 1-6. (tévésorozat) – Magas férfi (rendező: Dobray György)
- 1984
  - A tönk meg a széle (tévéfilm) – Vadas Zoltán (rendező: Várkonyi Gábor)
  - Élő holttest (tévéfilm) (rendező: Havas Péter)
  - Hattyúnyak, kebel, dob és cintányér (tévéfilm) (rendező: Sólyom András)
- 1985
  - A hét varázsdoboz (tévéfilm) – Kalapos (rendező: Babiczky László)
  - A tanítványok – Magyary Zoltán professzor (rendező: Bereményi Géza)
  - Hány az óra, Vekker úr? (rendezők: Bacsó Péter)
  - Képvadászok – Lengyel apja (rendező: Szurdi András, Szurdi Miklós)
  - Lakótelepi mítoszok (tévéfilm) (rendező: Felvidéki Judit)
  - Üvegvár a Mississippin (tévéfilm) (rendező: Bácskai Lauró István)[Mj. 5]
  - Zenés TV színház: Madame Pompadour (rendező: Seregi László)
- 1986
  - Akli Miklós – Count Stadion (rendező: Révész György)
  - Elysium – Dengelegi László (rendező: Szántó Erika)
- 1987
  - A védelemé a szó 1-6. (tévésorozat) – Ügyész (rendező: Gaál Albert)
  - Isten veletek, barátaim! – Tanár úr (rendező: Simó Sándor)
  - Kiki és a hímek (rövidfilm) (rendező: Kamondi Zoltán)
  - Zuhanás közben – Hoffmann úr (rendező: Tolmár Tamás)
- 1988
  - Égető Eszter 1-6. (tévésorozat) – Eszterék vendége (rendező: Hintsch György)
  - Fele királyságom (tévésorozat) (rendező: Kisfaludy András)
  - Kastély csillagfényben (tévéfilm) – Kapzsi király (rendező: Balogh Zsolt)
  - Titánia, Titánia, avagy a dublőrök éjszakája 1-2. – Fősámán (rendező: Bacsó Péter)
- 1989
  - A revizor – Tanfelügyelő (rendező: Zsámbéki Gábor)
  - Béketárgyalás, avagy az évszázad csütörtökig tart (rendező: Balogh Zsolt)
  - Panoktikum (tévéfilm) – Johan Ludvig Heiberg (rendező: Sonia El Eini)
  - Semmelweis Ignác – Az anyák megmentője (tévéfilm) – Tandler (rendező: Michael Verhoeven)

## Szinkronszerepe

### Filmek
| Év   | Cím                                                                          | Szereplő                                       | Színész                | Szinkron év |
| ---- | ---------------------------------------------------------------------------- | ---------------------------------------------- | ---------------------- | ----------- |
| 1931 | Marius (1. magyar szinkron)                                                  | Albert Brun                                    | Robert Vattier         | 1974        |
| 1932 | Fanny                                                                        | Albert Brun                                    | Robert Vattier         | 1974        |
| 1933 | VIII. Henrik magánélete                                                      | Thomas Cromwell                                | Franklin Dyall         | 1980        |
| 1936 | César                                                                        | Aldebert Brun úr                               | Robert Vattier         | 1974        |
| 1936 | Charlie Chan az operában                                                     | Gravelle                                       | Boris Karloff          | 1986        |
| 1937 | Tüzek Anglia felett                                                          | N/A                                            | N/A                    | 1967        |
| 1937 | Vidám tragédia                                                               | Archibald Soper püspök                         | Louis Jouvet           | 1982        |
| 1941 | Modern Pimpernel                                                             | Marx                                           | Raymond Huntley        | 1979        |
| 1944 | Arzén és levendula                                                           | Jonathan Brewster                              | Raymond Massey         | 1970        |
| 1945 | Kék rapszódia                                                                | George White                                   | George White           | 1972        |
| 1945 | Róma, nyílt város                                                            | Bergmann őrnagy                                | Harry Feist            | 1973        |
| 1948 | A nagy óra (2. magyar szinkron)                                              | Steve Hagen                                    | George Macready        | 1976        |
| 1951 | Mennydörgés a hegyen                                                         | Dr. Edward Jeffreys                            | Robert Douglas         | 1974        |
| 1955 | Édentől keletre                                                              | Joe                                            | Timothy Carey          | 1972        |
| 1955 | Simon és Laura                                                               | N/A                                            | N/A                    | 1969        |
| 1956 | 80 nap alatt a Föld körül (1. magyar szinkron)                               | Amerikai lovassági ezredes                     | Tom McCoy              | 1972        |
| 1956 | Az esőcsináló (1. magyar szinkron)                                           | J.S. File seriffhelyettes                      | Wendell Corey          | 1971        |
| 1956 | Nagy Sándor, a hódító (1. magyar szinkron)                                   | N/A                                            | N/A                    | 1975        |
| 1956 | Nem futhatsz el előle                                                        | N/A                                            | N/A                    | 1968        |
| 1958 | Jog és zűrzavar                                                              | A felügyelő                                    | Allan Cuthbertson      | 1971        |
| 1959 | A tűzszerszám                                                                | Az öntelt                                      | Rolf Defrank           | 1970        |
| 1959 | Az elhárított kém                                                            | Thomas őrnagy                                  | Leslie Phillips        | 1967        |
| 1959 | Babette háborúba megy                                                        | von Arenberg tábornok                          | Hannes Messemer        | 1974        |
| 1959 | Folytassa, tanár úr! (1. magyar szinkron)                                    | Edwin Milton                                   | Kenneth Williams       | 1969        |
| 1959 | Marie-Octobre (2. magyar szinkron)                                           | Etienne Vandamme adóellenőr                    | Noël Roquevert         | 1982        |
| 1960 | Éjféli csipke (1. magyar szinkron)                                           | Dr. Garver                                     | Hayden Rorke           | 1973        |
| 1961 | A balek bosszúja                                                             | Eric Masson                                    | Franck Villard         | 1978        |
| 1961 | A szép amerikai                                                              | N/A                                            | N/A                    | 1962        |
| 1961 | A torpedó visszalő                                                           | William Fanshawe, első tiszt                   | Leslie Phillips        | 1962        |
| 1961 | Bekerítve                                                                    | Scheller                                       | Herbert Wochinz        | 1962        |
| 1961 | Gyilkosság, mondta a hölgy (1. magyar szinkron)                              | N/A                                            | N/A                    | 1974        |
| 1961 | Találkozás az ördöggel                                                       | Kormányzó                                      | Alexander Scourby      | 1979        |
| 1962 | A maffia parancsára (1. magyar szinkron)                                     | Beszélő férfi a strandon, törölközővel a hátán | N/A                    | 1964        |
| 1962 | Fehér mellény                                                                | N/A                                            | N/A                    | 1967        |
| 1962 | Folytassa a hajózást! (1. magyar szinkron)                                   | N/A                                            | N/A                    | 1967        |
| 1962 | Kutyaházban                                                                  | Jimmy Fox-Upton                                | Leslie Phillips        | 1967        |
| 1962 | Maigret felügyelő – III/11. rész: Hét kis kereszt                            | Lecoeur rendőrtiszt                            | Alfred Burke           | 1970        |
| 1962 | Türelemjáték                                                                 | N/A                                            | N/A                    | 1966        |
| 1962 | Vízkereszt, vagy amit akartok                                                | Malvolio                                       | Jean-Pierre Marielle   | 1968        |
| 1963 | A betörő                                                                     | Kormányzó                                      | George Sanders         | 1982        |
| 1963 | Folytassa, Jack! (1. magyar szinkron)                                        | Párduc kapitány                                | Kenneth Williams       | 1967        |
| 1963 | Parittyás Thierry I. (tévésorozat)                                           | Júdás                                          | Fernand Bellan         | 1971        |
| 1963 | Ruha teszi az embert                                                         | N/A                                            | N/A                    | 1964        |
| 1963 | Szemet szemért (2. magyar szinkron)                                          | N/A                                            | N/A                    | 1979        |
| 1963 | West 11                                                                      | N/A                                            | N/A                    | 1967        |
| 1964 | A bőrkabátos fiúk (1. magyar szinkron)                                       | N/A                                            | N/A                    | 1971        |
| 1964 | A két veronai nemes                                                          | Turio                                          | Karl Lieffen           | 1970        |
| 1964 | Bársonyos bőr                                                                | Clément                                        | Daniel Ceccaldi        | 1974        |
| 1964 | Hajrá, franciák!                                                             | Autós férfi                                    | Pierre Tchernia        | 1975        |
| 1964 | Hamlet                                                                       | Laertes                                        | Stepan Oleksenko       | 1964        |
| 1964 | My Fair Lady                                                                 | Hugh Pickering ezredes                         | Wilfrid Hyde-White     | 1986        |
| 1964 | Rózsaszín párduc 2.: Felügyelő életveszélyben (1. magyar szinkron)           | Jacques Clouseau felügyelő                     | Peter Sellers          | 1980        |
| 1965 | A Crossbow-akció                                                             | Rendőrfelügyelő                                | Wolf Frees             | 1978        |
| 1965 | Az ember és a háború: Azok ott szemben                                       | N/A                                            | N/A                    | 1965        |
| 1965 | Az inkák kincse                                                              | N/A                                            | N/A                    | 1970        |
| 1965 | Cserbenhagyás                                                                | Kleenan felügyelő                              | William Dexter         | 1968        |
| 1965 | Felsült szerelmesek                                                          | Boyet                                          | Terrence Hardiman      | 1971        |
| 1965 | Függöny Sheilának                                                            | N/A                                            | N/A                    | 1969        |
| 1965 | Ha már nem lennél az enyém (1. magyar szinkron)                              | N/A                                            | N/A                    | 1968        |
| 1965 | Marco Polo                                                                   | Nicolo, Marco apja                             | Massimo Girotti        | 1976        |
| 1966 | Egy ember az örökkévalóságnak (1. magyar szinkron)                           | Norfolk hercege                                | Nigel Davenport        | 1977        |
| 1966 | Egy férfi és egy nő                                                          | Pincér                                         | N/A                    | 1967        |
| 1966 | Maigret felügyelő csapdája                                                   | N/A                                            | N/A                    | 1969        |
| 1966 | Mese Szaltán cárról                                                          | N/A                                            | N/A                    | 1973        |
| 1966 | Sógorom, a zugügyvéd (1. magyar szinkron)                                    | Hírolvasó                                      | Don Reed               | 1968        |
| 1966 | Surcouf – Mennydörgés az Indiai-óceánon                                      | N/A                                            | N/A                    | 1974        |
| 1966 | Szigorúan ellenőrzött vonatok                                                | Tisztelendő úr                                 | N/A                    | 1967        |
| 1967 | Haramiák                                                                     | Ferenc                                         | Eberhard Esche         | 1968        |
| 1967 | A hírhedt vonatrablás                                                        | Ben                                            | George Sewell          | 1980        |
| 1967 | A kés                                                                        | Kosta Petrov                                   | Rade Marković          | 1968        |
| 1967 | A Szent Péter-hadművelet (1. magyar szinkron)                                | N/A                                            | N/A                    | 1970        |
| 1967 | Dorellik jön!                                                                | N/A                                            | N/A                    | 1968        |
| 1967 | Folytassa, doktor! (1. magyar szinkron)                                      | Fred                                           | Julian Orchard         | 1970        |
| 1967 | Lagardere lovag kalandjai (1. magyar szinkron)                               | Gonzague herceg                                | Sacha Pitoëff          | 1977        |
| 1967 | Váljunk el                                                                   | Bastien                                        | Thomas Reiner          | 1969        |
| 1968 | A csendőr 3.: A csendőr nősül (1. magyar szinkron)                           | Albert Merlot csendőr                          | Christian Marin        | 1969        |
| 1968 | A híd marad, a folyót tereld el                                              | H. William Homer                               | Terry-Thomas           | 1980        |
| 1968 | A kacsa ½ 8-kor csenget (1. magyar szinkron)                                 | Beteg a klinikán                               | Balduin Baas           | 1969        |
| 1968 | A könnyűlovasság támadása                                                    | Moggs, lovasoktató                             | Alan Dobie             | 1970        |
| 1968 | A pap vége                                                                   | Pap                                            | Jiří Roll              | 1969        |
| 1968 | A sólyom nyomában                                                            | N/A                                            | N/A                    | 1968        |
| 1968 | A szerelem játékai                                                           | A nemes úr                                     | Jean Obé               | 1972        |
| 1968 | A tetovált férfi                                                             | N/A                                            | N/A                    | 1969        |
| 1968 | Feketeszakáll szelleme                                                       | Silky Seymour                                  | Joby Baker             | 1970        |
| 1968 | Furcsa pár (1. magyar szinkron)                                              | Murray                                         | Herb Edelman           | 1970        |
| 1968 | Galileo Galilei                                                              | Inkvizítor                                     | N/A                    | 1969        |
| 1968 | Ölj meg, csak csókolj!                                                       | N/A                                            | N/A                    | 1969        |
| 1968 | Pajzs és kard                                                                | Dietrich őrnagy                                | Juozasz Budrajtyisz    | 1968        |
| 1969 | A karbonárik (1. magyar szinkron)                                            | Kapitány                                       | N/A                    | 1971        |
| 1969 | A lázadó nő                                                                  | Tiberio                                        | José Sacristán         | 1974        |
| 1969 | A szicíliaiak klánja (1. magyar szinkron)                                    | Jean-Marie Ballard                             | Christian de Tillière  | 1971        |
| 1969 | Bűntény a Via Venetón                                                        | N/A                                            | N/A                    | 1970        |
| 1969 | Erotissimo                                                                   | Sofőr                                          | N/A                    | 1970        |
| 1969 | Grisa őrmester                                                               | N/A                                            | N/A                    | 1970        |
| 1969 | Nemo kapitány és a víz alatti város                                          | Lomax                                          | Allan Cuthbertson      | 1973        |
| 1969 | Személyiségcsere                                                             | N/A                                            | N/A                    | 1972        |
| 1969 | Világfiak (1. magyar szinkron)                                               | Tonda Skopec                                   | Jirí Sovák             | 1970        |
| 1970 | A gátlástalanság lovagja                                                     | N/A                                            | N/A                    | 1973        |
| 1970 | Bűn és bűnhődés                                                              | Luzsin                                         | Vlagyimir Baszov       | 1970        |
| 1970 | Cromwell (1. magyar szinkron)                                                | Lord Manchester                                | Robert Morley          | 1971        |
| 1970 | Családi fészek (1. magyar szinkron)                                          | Monsieur Darbon                                | Daniel Ceccaldi        | 1971        |
| 1970 | Darling Lili (1. magyar szinkron)                                            | Kurt Von Ruger ezredes                         | Jeremy Kemp            | 1980        |
| 1970 | Farkasok ideje                                                               | N/A                                            | N/A                    | 1979        |
| 1970 | Leon és az Atlanti-fal (1. magyar szinkron)                                  | N/A                                            | N/A                    | 1971        |
| 1970 | Van aki megteszi, van aki nem                                                | Simon Russell                                  | Leslie Phillips        | 1971        |
| 1971 | Az Androméda-törzs (1. magyar szinkron)                                      | N/A                                            | N/A                    | 1973        |
| 1971 | Bohózat lőporral                                                             | N/A                                            | N/A                    | 1982        |
| 1971 | Elszakadás (1. magyar szinkron)                                              | Ben Lockston                                   | Paul Benedict          | 1975        |
| 1971 | Jakov Bogomolov                                                              | Naum                                           | Anatolij Adoszkin      | 1976        |
| 1971 | Kelepce                                                                      | N/A                                            | N/A                    | 1971        |
| 1971 | Képzelt beteg                                                                | Purgó                                          | Michael Lonsdale       | 1973        |
| 1971 | Lola                                                                         | N/A                                            | N/A                    | 1975        |
| 1971 | Mária, a skótok királynője (1. magyar szinkron)                              | Ballard atya                                   | Tom Fleming            | 1973        |
| 1971 | Osceola                                                                      | Hadnagy                                        | Jürgen Frohriep        | 1972        |
| 1971 | Puskaporos hordó                                                             | N/A                                            | N/A                    | 1979        |
| 1971 | Szent Péter esernyője                                                        | Bélyi János, a pap                             | Rudolf Melichar        | 1975        |
| 1971 | Sztrogoff Mihály                                                             | Imádkozó férfi a tutajon                       | N/A                    | 1972        |
| 1971 | Volt egyszer egy zsaru                                                       | Felice                                         | Venantino Venantini    | 1973        |
| 1972 | A császár új ruhája                                                          | N/A                                            | N/A                    | 1976        |
| 1972 | A favágás balladája                                                          | Malawka                                        | Józef Łodyński         | 1975        |
| 1972 | A fej nélküli lovas                                                          | Pluto, az inas                                 | N/A                    | 1974        |
| 1972 | A felső tízezer                                                              | Jack Gurney, Gurney 14. grófja                 | Peter O’Toole          | 1976        |
| 1972 | A hős falu                                                                   | N/A                                            | N/A                    | 1977        |
| 1972 | Alfredo, Alfredo (1. magyar szinkron)                                        | N/A                                            | N/A                    | 1974        |
| 1972 | Életünk legszebb napja                                                       | Thomas Melville                                | Donald Moffat          | 1974        |
| 1972 | Folytassa külföldön! (1. magyar szinkron)                                    | Stuart Farquhar                                | Kenneth Williams       | 1973        |
| 1972 | Lázadás a buszon (1. magyar szinkron)                                        | N/A                                            | N/A                    | 1973        |
| 1972 | Magas szőke férfi felemás cipőben                                            | Botrel                                         | Jean Obé               | 1974        |
| 1972 | Merénylők                                                                    | N/A                                            | N/A                    | 1974        |
| 1972 | Nehéz tizenegy embert találni                                                | N/A                                            | N/A                    | 1979        |
| 1972 | Privalov milliói                                                             | N/A                                            | N/A                    | 1978        |
| 1973 | A három testőr, avagy a királyné gyémántjai (1. magyar szinkron)             | Richelieu bíboros                              | Charlton Heston        | 1985        |
| 1973 | A nagy érzelmektől jókat lehet zabálni                                       | Temetkezési vállalkozó                         | Claude Legros          | 1974        |
| 1973 | A Sakál napja                                                                | Thomas felügyelő                               | Tony Britton           | 1981        |
| 1973 | Az örökös                                                                    | Nuncius / André Berthier                       | Jean Rochefort         | 1979        |
| 1973 | Botrány a nyaralóban                                                         | N/A                                            | N/A                    | 1974        |
| 1973 | Égő pajták                                                                   | Felügyelő                                      | N/A                    | 1975        |
| 1973 | Heloise és Abelard                                                           | N/A                                            | N/A                    | 1980        |
| 1973 | Menyegző                                                                     | Újságíró                                       | Wojciech Pszoniak      | 1973        |
| 1973 | Nem zörög a haraszt                                                          | N/A                                            | N/A                    | 1975        |
| 1974 | A négy muskétás, avagy majd mi megmutatjuk, bíboros úr! (1. magyar szinkron) | Richelieu                                      | Bernard Haller         | 1977        |
| 1974 | A négy muskétás, avagy a lepel lehull (1. magyar szinkron)                   | Richelieu                                      | Bernard Haller         | 1977        |
| 1974 | A négy testőr, avagy a Milady bosszúja (1. magyar szinkron)                  | Richelieu bíboros                              | Charlton Heston        | 1985        |
| 1974 | Az előkelő alvilág                                                           | Férfi az üzemben                               | N/A                    | 1976        |
| 1974 | Bankrablás (1. magyar szinkron)                                              | Walter Upjohn Ballentine                       | George C. Scott        | 1981        |
| 1974 | Columbo – III/8. rész: Embert barátjáról (1. magyar szinkron)                | N/A                                            | N/A                    | 1977        |
| 1974 | Gyilkosság az Orient Expresszen                                              | A.D.C.                                         | Jeremy Lloyd           | 1977        |
| 1974 | Kínai negyed                                                                 | Hollis I. Mulwray                              | Darrell Zwerling       | 1979        |
| 1974 | Miért ölnek meg egy bírót? (1. magyar szinkron)                              | Meloria ügyvéd                                 | Luciano Catenacci      | 1976        |
| 1974 | XIV. Erik                                                                    | XIV. Erik                                      | Lars Passgård          | 1977        |
| 1975 | A csalétek                                                                   | N/A                                            | N/A                    | 1977        |
| 1975 | Egy zseni, két haver, egy balek (1. magyar szinkron)                         | Dr. Foster                                     | Klaus Kinski           | 1980        |
| 1975 | Hennessy                                                                     | Rice                                           | Trevor Howard          | 1977        |
| 1975 | Javíthatatlan                                                                | Rendőrprefektus                                | Daniel Ceccaldi        | 1978        |
| 1975 | Megtalálták a 7. századot                                                    | Voisin ezredes                                 | Bernard Dhéran         | 1978        |
| 1975 | Neveletlenek                                                                 | Richard Fothergill főhadnagy                   | Michael Culver         | 1975        |
| 1975 | Váltságdíj                                                                   | Bernhard                                       | James Maxwell          | 1981        |
| 1975 | Zsoldoskatona (1. magyar szinkron)                                           | Villeforte lovag                               | Riccardo Pizzuti       | 1977        |
| 1976 | Hálózat (1. magyar szinkron)                                                 | N/A                                            | N/A                    | 1986        |
| 1976 | Santiago felett esik az eső                                                  | Szenátor                                       | Jean-Louis Trintignant | 1977        |
| 1977 | A híd túl messze van (1. magyar szinkron)                                    | Browning tábornok                              | Dirk Bogarde           | 1986        |
| 1977 | A kegyelmes asszony                                                          | N/A                                            | N/A                    | 1981        |
| 1977 | Fekete fülű fehér Bim                                                        | Professzor (hang)                              | Rogyion Alekszandrov   | 1979        |
| 1977 | Futárszolgálat                                                               | Tugarin ezredes                                | Ernszt Romanov         | 1979        |
| 1977 | Lidércnyomás                                                                 | N/A                                            | N/A                    | 1979        |
| 1978 | Államérdek                                                                   | Francis Jobin                                  | Michel Bouquet         | 1979        |
| 1978 | Félénk vagyok, de hódítani akarok                                            | Mr. Henri, étterem-igazgató                    | Jacques François       | 1979        |
| 1978 | Földi űrutazás (1. magyar szinkron)                                          | Dr. James Kelloway                             | Hal Holbrook           | 1980        |
| 1978 | Gutenberg                                                                    | N/A                                            | N/A                    | 1982        |
| 1978 | King 1-3.                                                                    | Lyndon Johnson                                 | Warren J. Kemmerling   | 1979        |
| 1978 | Őrült nők ketrece (1. magyar szinkron)                                       | Charrier sofőrje                               | Venantino Venantini    | 1980        |
| 1979 | Bátorság, fussunk!                                                           | Martin Belhomme                                | Jean Rochefort         | 1981        |
| 1979 | Dulcinea                                                                     | Don Quijote                                    | Ángel Picazo           | 1980        |
| 1979 | IV. Henrik                                                                   | Scroop, a yorki érsek                          | David Neal             | 1981        |
| 1979 | Pucéran és szabadon                                                          | Charles                                        | Daniel Ceccaldi        | 1982        |
| 1980 | Athéni Timon                                                                 | Apemantus                                      | Norman Rodway          | 1983        |
| 1983 | Pygmalion                                                                    | Henry Higgins professzor                       | Peter O’Toole          | 1987        |
| 1984 | A Bounty                                                                     | Greetham kapitány                              | Edward Fox             | 1986        |

### Sorozatok
| Év   | Cím                           | Szereplő                                | Színész            | Szinkron év |
| ---- | ----------------------------- | --------------------------------------- | ------------------ | ----------- |
| 1961 | Twist Olivér                  | Sowerberry úr                           | Donald Eccles      | 1970        |
| 1966 | A négy páncélos és a kutya I. | Janekkel beszélgető katona a cirkuszban | Stanisław Michalik | 1968        |
| 1967 | Viharlovag                    | Doktor                                  | N/A                | 1968        |
| 1969 | Hans Beimler elvtárs 1-4.     | Hellmann                                | Hannjo Hasse       | 1970        |
| 1973 | A császár kémje II.           | Savary                                  | William Sabatier   | 1975        |
| 1973 | Az utolsó ellenőrzés          | Dancsev                                 | Georgi Sztojanov   | 1975        |

### Rajzfilmek
| Év   | Cím                     | Szereplő | Szinkronhang      | Szinkron év |
| ---- | ----------------------- | -------- | ----------------- | ----------- |
| 1967 | A dzsungel könyve       | Sir Kán  | George Sanders    | 1979        |
| 1974 | Visszatérés Óz földjére | Fapaci   | Herschel Bernardi | 1976        |

## Hangjátékok
- Osváth Zsuzsa: Kossuth (1963)
- Atukagava: A cserjésben (1964)
- Barsi Dénes: Eltűnik a vajdakincs (1964)
- Bertold Brecht: Dobszó az éjszakában (1965)
- Lunacsarszkij: Cromwell (1965)
- Hollós Ervin: Fiúk a térről (1966)
- Mihail Solohov: Csendes Don (1967)
- Vészi Endre: Passzív állomány (1967)
- Egri Viktor: Ének a romok felett (1968)
- Graham Billing: Forbush és a pingvinek (1968)
- Zoltán Péter: A legendás szalmakalap (1968)
- Hegedűs Géza: Szerelem és diplomácia (1969)
- Friedrich Schiller: Tell Vilmos (1970)
- Radványi Dezső: A gavallér vendég (1970)
- Dosztojevszkij: A Karamazov testvérek (1971)
- Franz Kafka: A kastély (1971)
- Sőtér István: Eötvös József élete és művészete (1971)
- Czakó Gábor: A szoba (1972)
- Bernard Mazéas: Meleg családi élet Sloop úréknál (1973)
- Verne, Jules: Várkastély a Kárpátokban (1973)
- Vészi Endre: Bukósisak (1973)
- E.T.A. Hoffmann: Gőzölög a cikóriakávé...! (1974)
- Szabó Magda: Tündér Lala (1975)
- Lev Tolsztoj: "Emlékezz Arzamaszra!" (1976)
- Zala Zsuzsa: Matróz Jack (1976)
- Jankovich Ferenc: Rügyfakasztó Benedek (1977)
- John Arden: Zsákos ember terhe (1977)
- Szergej Szártákov: Ragyogj csillag! (1977)
- Tárjátok ajtótok! - Vujicsics Marietta összeállítása (1978)
- Szabó Magda: Sziget-kék (1979)
- Voltaire: A vadember (1979)
- Bor Ambrus: Hullámneszek (1980)
- Óz, a nagy varázsló (1980) .... Bádogember
- Cooper, Giles: Ha fegyelmezik őket (1981)
- Kamarás István: Lényecske kalandjai (1981)
- László Endre: Sziriusz kapitány veszélyben (1981) ... Janisz Kitirosz
- Marék Antal: A titokzatos kéz (1981)
- A JÁTSZÓ EMBER - Irodalmi játékszoba (1982)
- Petrovácz István: A nagy dobás (1982)
- Alexandre Dumas, Ifj.: A kaméliás hölgy (1983)
- Gyárfás Endre: A magyar dervis (1983)
- Sajó András: Gulliver Írországban (1983)
- Kós Károly: Varjú nemzetség (1983)
- Ottlik Géza: Minden megvan (1983)
- Szobotka Tibor: Harkály a fán (1983)
- Vészi Endre: A lepecsételt lakás (1983)
- Kodolányi János: Pogány tűz (1986)
- Jákovosz Kambanélisz: Sok hűhó Rodoszért (1987)
- Vámos Miklós: Nyelvek és utak (1987)
- William Butler Yeats: A színészkirálynő (1987)
- Hernádi Gyula: Homokzsák-keringő (1989)

## Díjai, elismerései
- Jászai Mari-díj (1965)
- Farkas–Ratkó-díj (1972)
- Érdemes művész (1982)